# Massa en Meriba
Massa en Meriba zijn locaties die de Thora identificeert als bezocht door de Israëlieten tijdens hun reis van Egypte naar het beloofde land. Mogelijk gaat het om twee namen voor dezelfde locatie. 

## Opstand tegen JHWH
Wanneer de Israëlieten onderweg zijn en ze arriveren in Refidim, blijkt er geen water te zijn om te drinken. Het volk gaat mopperen en Mozes verwijten maken: 'Waarom hebt u ons uit Egypte weggevoerd? Moeten we soms hier in de woestijn sterven van dorst?' Het volk bleef klagen en stelde zo JHWH op de proef: 'Als JHWH bij ons was zouden we wel te drinken hebben gekregen'. Ze daagden JHWH uit door te zeggen: 'JHWH heeft ons mooi in de steek gelaten. Hij had toch een verbond met ons gesloten? Maar nu merken we daar niets van.' Mozes geeft deze plek de bijzondere namen:

Massa = plaats van verzoeking of beproeving

Meriba = plaats van verbittering

## Geen bestaande plaatsen
De namen Massa en Meriba waren geen bestaande plaatsen, maar namen die Mozes aan die plek heeft gegeven. Als  Israël later in het beloofde land zal zijn, zal het volk door die namen te horen, herinnerd worden aan zijn opstandigheid en verbittering. Door deze namen wordt de herinnering hieraan bewaard voor het nageslacht.
'Massa en Meriba' kan in figuurlijke zin gebruikt worden. Als bij tegenslagen gezegd wordt: 'God heeft me in de steek gelaten; ik merk niets van Hem.', dan is men opnieuw in Massa en Meriba.

## In de Psalmen
Massa en Meriba worden in de Psalmen herhaaldelijk genoemd als een waarschuwing: Luister vandaag naar zijn stem. Wees niet koppig als bij Meriba, als die dag bij Massa in de woestijn, toen jullie voorouders Mij op de proef stelden. (Psalm 95: 8 en 9)

## In het Nieuwe Testament
Ook in het Nieuwe Testament is de herinnering aan Massa en Meriba bewaard gebleven doordat de Hebreeënbrief (Hebr. 3: 8) Psalm 95 uitgebreid citeert, zij het verborgen. Door het gebruik van de Septuagint als bron voor de psalmtekst worden ook de plaatsnamen zelf vertaald en vervalt de letterlijke verwijzing. Daar zijn de plaatsnamen Massa en Meriba vertaald weergegeven met de woorden 'verbittering’ en ‘verzoeking’. In de Statenvertaling: 'Zo verhardt uw harten niet, gelijk het geschied is in de verbittering, ten dage der verzoeking, in de woestijn'. In de Nieuwe Bijbelvertaling wordt 'verhardt uw harten niet' weergegeven met 'wees niet koppig': 'Wees dan niet koppig als tijdens de opstand, toen jullie mij beproefden in de woestijn’.